# Anaphalis hellwigii
Anaphalis hellwigii là một loài thực vật có hoa trong họ Cúc. Loài này được Warb. mô tả khoa học đầu tiên năm 1893.